# معركة بحيرة تشانغجين 2
معركة بحيرة تشانغجين 2 هو فيلم حربي صيني إنتاج عام 2022 ومن إخراج كايج تشن، تسوي هارك ودانتي لام ومن بطولة وو جينغ وجاكسون يي، صدر الفيلم في 1 فبراير 2022 وحقق إيرادات بلغت 626.6 مليون دولار.

## روابط خارجية
- معركة بحيرة تشانغجين 2 على موقع IMDb (الإنجليزية)
- معركة بحيرة تشانغجين 2 على موقع ألو سيني (الفرنسية)
- معركة بحيرة تشانغجين 2 على موقع فيلمافينيتي (الإسبانية)
- معركة بحيرة تشانغجين 2 على موقع قاعدة بيانات الفيلم (الإنجليزية)
- معركة بحيرة تشانغجين 2 على موقع ليتربوكسد (الإنجليزية)
- معركة بحيرة تشانغجين 2 على موقع كينوبويسك (الروسية)